# Station Beit Yehoshua
Station Beit Yehoshua (Hebreeuws: תחנת הרכבת בית יהושע Taḥanat HaRakevet Bet Yehoshua) is een treinstation in de Israëlische plaats Beit Yehoshua. Het is een station op het traject Binyamina-Ashkelon. Het werd officieel geopend in 1953.
Het station ligt aan de straten Sapier en Yahalom.
| Eindbestemming | Vorig station | Lijn               | Volgend station | Eindbestemming |
| -------------- | ------------- | ------------------ | --------------- | -------------- |
| Binyamina      | Netanya       | Binyamina-Ashkelon | Herzliya        | Ashkelon       |